# Acanthodactylus boueti
Espèce
Statut de conservation UICN

 DD  : Données insuffisantes
Acanthodactylus boueti est une espèce de sauriens de la famille des Lacertidae.

## Répartition
Cette espèce est présente au Ghana, au Togo, au Bénin et au Nigéria. Elle vit dans la savane.

## Étymologie
Cette espèce est nommée en l'honneur de l'ornithologue Georges Bouet (1869-1957).

## Publication originale
- Chabanaud, 1917 : Énumération des reptiles non encore étudiés de l'Afrique occidentale, appartenant aux collections du Muséum, avec la description des espèces nouvelles. Bulletin du Muséum d'Histoire Naturelle, Paris, vol. 23, p. 83-105 (texte intégral).